# Rusudan Choperia
Rusudan Khoperia (ur. 9 września 1972 w Tbilisi) – gruzińska gimnastyczka, specjalizująca się w skokach na trampolinie.

## Życiorys
Uczestniczyła w letnich igrzyskach olimpijskich w 2000 i 2004 roku reprezentując Gruzję. W 1988 roku podczas mistrzostw świata w skokach na trampolinie w Birmingham (Alabama) jako reprezentantka ZSRR zdobyła 3 złote medale.

## Wyniki

### Zawody międzynarodowe
| Rok  | Zawody                                    | Miejsce              | Konkurencja         | Pozycja | Wynik  | Źródło |
| ---- | ----------------------------------------- | -------------------- | ------------------- | ------- | ------ | ------ |
| 1988 | Mistrzostwa Świata w Skoku na trampolinie | Birmingham (Alabama) | Skok na trampolinie | 1.      |        | [ 3 ]  |
| 2000 | Letnie Igrzyska Olimpijskie 2000          | Sydney               | Skok na trampolinie | 9.      | 34.100 | [ 1 ]  |
| 2004 | Letnie Igrzyska Olimpijskie 2004          | Ateny                | Skok na trampolinie | 3.      | 62.50  | [ 2 ]  |